# 시골에서의 하루
《시골에서의 하루》(UNE PARTIE DE CAMPAGNE, A Day in the Country)는 프랑스에서 제작된 장 르누아르 감독의 1936년 드라마, 멜로/로맨스 영화이다. 실비아 바타이유 등이 주연으로 출연하였고 피에르 보롱베르제 등이 제작에 참여하였다.

## 출연

### 주연
- 실비아 바타이유
- 조지 디아르누

### 조연
- 장 르누아르
- 마거릿 르누아르
- 자크 B. 브루니우스